# Belonchamp
Belonchamp ist eine französische Gemeinde mit 207 Einwohnern (Stand: 1. Januar 2022) im Département Haute-Saône in der Region Bourgogne-Franche-Comté. Die Bewohner werden Blanchenets und Blanchenettes genannt.

## Geographie
Belonchamp liegt auf einer Höhe von 340 m über dem Meeresspiegel, 13 Kilometer nordöstlich von Lure und etwa 24 Kilometer nordwestlich der Stadt Belfort (Luftlinie). Das Dorf erstreckt sich im östlichen Teil des Departements, am oberen Ognon, in den südwestlichen Vogesen, am Rand des Plateau des Mille Étangs.
Die Fläche des 6,87 km² großen Gemeindegebiets umfasst einen Abschnitt der südwestlichen Vogesen. Von Nordosten nach Südwesten wird das Gebiet von der Alluvialniederung des Ognon durchquert. Die flache Talaue liegt auf durchschnittlich 340 m und weist eine Breite von rund einem Kilometer auf. Sie wird überwiegend landwirtschaftlich genutzt. Auf dem Gemeindegebiet nimmt der Ognon von Osten den Raddon auf. 

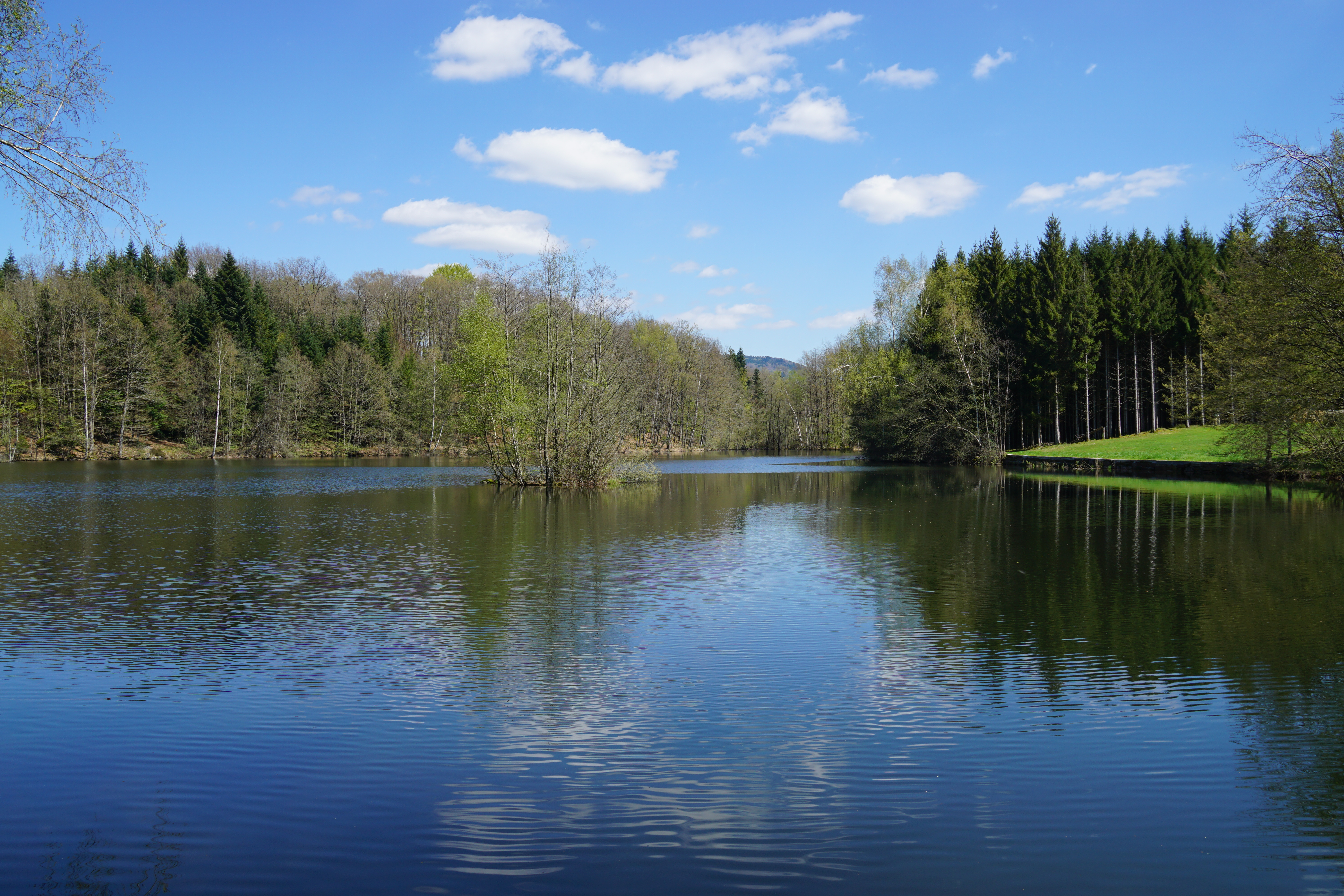
Étang du Grand Rosbeck

Flankiert wird das Tal des Ognon auf seiner Westseite vom Plateau des Mille Étangs. Das Plateau ist fast durchgehend bewaldet und erreicht eine Höhe von 445 m. In Muldenlagen befinden sich zahlreiche kleine Seen (darunter der 7 ha große Étang du Grand Rosbeck), die überwiegend natürlichen Ursprungs sind und während der Eiszeit durch Gletscherschliff entstanden. Einige wurden auch aufgestaut und dienen zur Fischzucht. Daneben gibt es auch moorige Niederungen und Heidelandschaften. Im Westen erstreckt sich das Gemeindeareal bis in die Mulde des Ruisseau de Mansevillers, eines weiteren Zuflusses des Ognon. 
Östlich des Ognon-Tals steigt der dicht bewaldete Hang steil an zu den Höhen der Montagne de Fresse. Mit 680 m wird bei La Dame Louise die höchste Erhebung von Belonchamp erreicht. In geologisch-tektonischer Hinsicht bestehen die Höhen in den unteren Teilen aus kristallinem Grundgestein, in höheren Lagen aus Buntsandstein der unteren Trias.
Die Gemeinde Belonchamp besteht aus folgenden Siedlungen:
- Le Davaux (340 m) am westlichen Talrand des Ognon
- Le Damont (343 m) in der Talebene des Ognon
- Le Raddon (342 m) an der Einmündung des Raddon in das Ognontal

Nachbargemeinden von Belonchamp sind Ternuay-Melay-et-Saint-Hilaire im Norden, Fresse im Osten, Saint-Barthélemy im Süden sowie Mélisey im Westen.

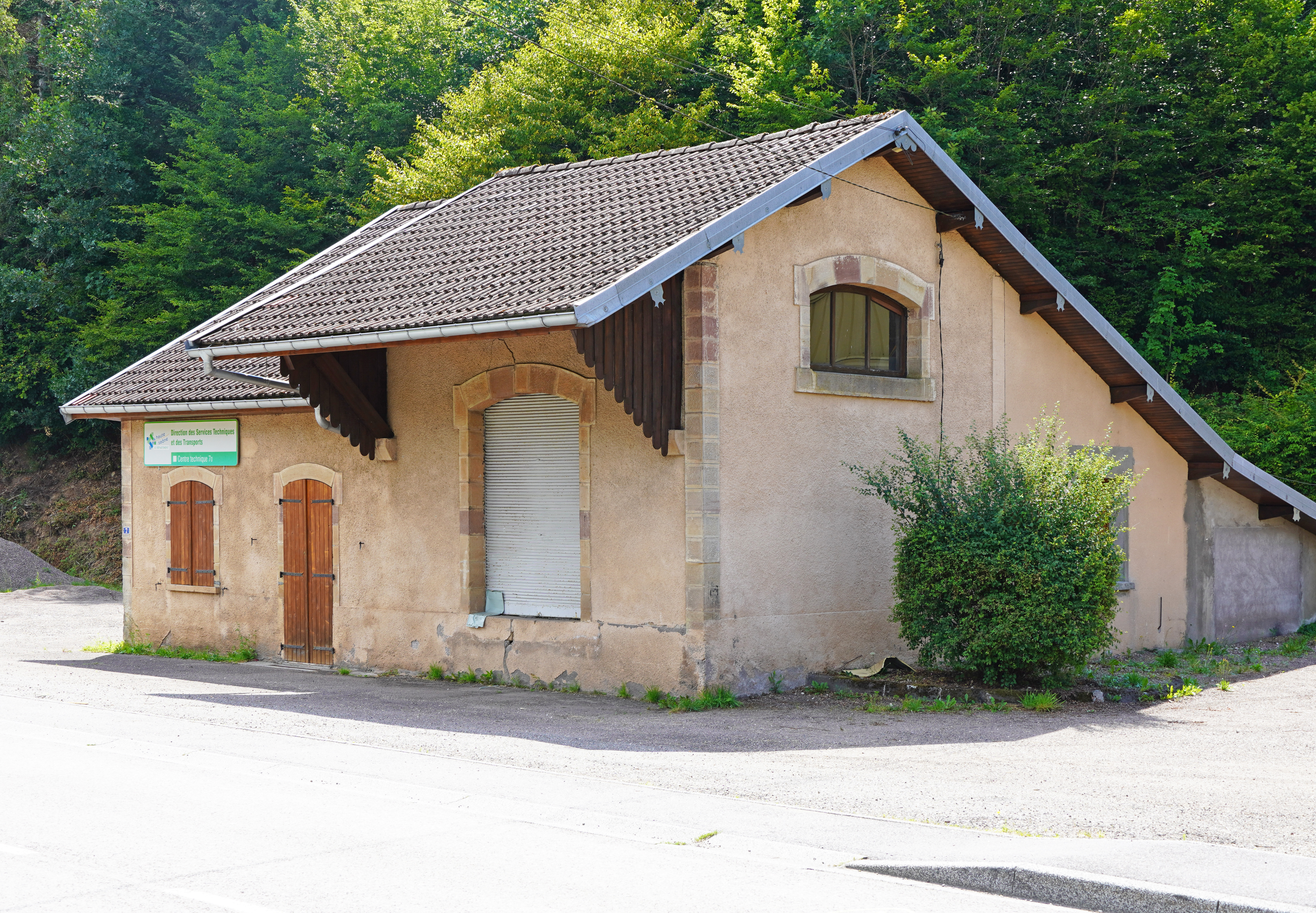
Ehemaliges Bahnhofsgebäude

## Geschichte
Im Mittelalter gehörte Belonchamp zur Freigrafschaft Burgund und darin zum Gebiet des Bailliage d’Amont. Die lokale Herrschaft hatten zunächst die Herren von Faucogney inne, später gehörte das Dorf zur Baronie Mélisey. Zusammen mit der Franche-Comté gelangte das Dorf mit dem Frieden von Nimwegen 1678 definitiv an Frankreich. Mit der Eröffnung der Trambahn von Lure nach Le Thillot (1895) wurde Belonchamp an das Netz des öffentlichen Verkehrs angebunden. Der Betrieb der Linie wurde jedoch zu Beginn des Zweiten Weltkriegs wieder eingestellt. Heute ist Belonchamp Mitglied des Gemeindeverbandes Communauté de communes des 1000 étangs.

## Sehenswürdigkeiten
Sehenswert ist ein Pestkreuz aus Granit, das auf das Jahr 1349 datiert ist. Der Ortskern ist geprägt von mehreren Bauernhäusern aus dem 17. bis 19. Jahrhundert, die den traditionellen Stil der Region zeigen. Von zwei mittelalterlichen Burgen sind nur wenige Überreste sichtbar.

## Bevölkerung
| Jahr                       | 1962 | 1968 | 1975 | 1982 | 1990 | 1999 | 2009 | 2020 |
| Einwohner                  | 358  | 320  | 262  | 254  | 238  | 202  | 235  | 209  |
| Quellen: Cassini und INSEE |      |      |      |      |      |      |      |      |

Mit 207 Einwohnern (1. Januar 2022) gehört Belonchamp zu den kleinen Gemeinden des Départements Haute-Saône. Nachdem die Einwohnerzahl in der ersten Hälfte des 20. Jahrhunderts stets im Bereich zwischen 340 und 380 Personen gelegen hatte, wurde seit Beginn der 1960er Jahre ein deutlicher Bevölkerungsrückgang verzeichnet.

## Wirtschaft und Infrastruktur
Belonchamp war bis weit ins 20. Jahrhundert hinein ein vorwiegend durch die Landwirtschaft (Milchwirtschaft, Viehzucht und Ackerbau), die Forstwirtschaft und die Fischzucht geprägtes Dorf. Heute gibt es einige Betriebe des lokalen Kleingewerbes, vor allem in der Branche Textilindustrie. In den letzten Jahrzehnten hat sich das Dorf zu einer Wohngemeinde gewandelt. Viele Erwerbstätige sind deshalb Wegpendler, die in den größeren Ortschaften der Umgebung ihrer Arbeit nachgehen.
Die Ortschaft liegt abseits der größeren Durchgangsachsen an einer Departementsstraße, die von Lure via Mélisey nach Le Thillot führt. Eine weitere Straßenverbindung besteht mit Fresse.